# Camigliano
Camigliano är en ort och kommun i provinsen Caserta i regionen Kampanien i Italien. Kommunen hade 1 968 invånare (2017).